# فرانسيس ناكي نويل
كانت فرانسيس ناكي نويل (5 يناير 1873 - 24 أبريل 1963) ناشطة في مجال عمل المرأة وحقها في الاقتراع، وكانت تُعرف باسم «الخطيبة الأكثر بلاغة في جنوب كاليفورنيا» في أوائل القرن العشرين. عملت ناكي كواحدة من القادة الأساسيين لحركة العمل النسائية وحق المرأة في الاقتراع في لوس أنجلوس. كانت من أوائل «النشطاء التقدميين» الذين ربطوا حركة حق الاقتراع بالحركة العمالية، وبذلك حققت الأهداف المشتركة لتحرير النساء والعمال. من خلال خطبتها وتنظيمها، كانت ناكي مساهمة رئيسية في مرور حركة الاقتراع في لوس أنجلوس. كان جزء كبير من منصة ناكي طوال حياتها يقوض الاختلافات بين الانقسامات الطبقية في الحركة العمالية.

## حياة مبكرة
ولدت فرانسيس ناكي في 5 يناير 1873 في ساكسونيا بألمانيا. كانت الابنة الكبرى وسط ستة أطفال. عاشت الأسرة في الطابق العلوي من مصنع أثاث عمل فيه والدها كمشرف. في شبابها، توقعت العائلة أن تعتني ناكي بإخوتها، وقد بدأت العمل في سن الثانية عشرة. غادرت ألمانيا في سن العشرين إلى مدينة نيويورك، وانتقلت في النهاية إلى شيكاغو حيث غمرت في سياسات يوجين ديبس والاشتراكية. انتقلت إلى دنفر في عام 1985، حيث تفاعلت مع الآخرين الذين شاركوا في الاهتمام بقضايا الانقسام الطبقي والنضال الاجتماعي.
انضمت ناكي إلى حزب العمل الاشتراكي في عام 1896، لكنها فشلت في الترشح لمنصب في حكومة دنفر المحلية على لائحة الاشتراكية.
يقال إن هنالك حادثة واحدة معينة أشعلت شغف ناكي بحقوق المرأة والكفاح من أجل حق الاقتراع. بعد وقت قصير من وصولها إلى دنفر، استعدت ناكي للتصويت لأول مرة. شرعت ربة عملها، زوجة عضو سابق بمجلس الشيوخ، في توزيع بطاقات اقتراع تحمل علامات سلفًا على موظفيها. عندما استفسرت ناكي عن غرابة الأمر، أوضحت زوجة عضو مجلس الشيوخ أن الشابات غير مؤهلات للتصويت. نتيجة غضبها من هذه الفكرة، أصبحت ناكي داعمة لمدى الحياة لحق الاقتراع للنساء.
في وقت لاحق من ذلك العام، انتقلت ناكي إلى لوس أنجلوس وانضمت إلى الحركة الاشتراكية هناك.

## نشاط عمالي
بعد الاندماج في الحركة العمالية في لوس أنجلوس، تولت ناكي رئاسة الأدوار القيادية في العديد من المنظمات المختلفة. عملت كأول رئيسة للرابطة النسائية النقابية في لوس أنجلوس، وترأست أربعة مندوبين إلى مجلس العمل المركزي في لوس أنجلوس، وكانت مفوضة للتأمين الاجتماعي في كاليفورنيا. نظمت مساعدة للمرأة لاتحاد كاليفورنيا للعمل في عام 1911.
في عام 1911، شجعت ناكي، كجزء من الأصوات لنادي المرأة، النساء العاملات، مثل عاملات الغسيل، وعاملات الملابس، والنادلات، ونساء المبيعات، للانضمام إلى حملة الاقتراع. جلبت بشكل فعال سيدات النوادي (النساء اللاتي كن جزءًا من نوادي الطبقة العليا) والنساء ذوات الأجور معًا في تحالف غير متوقع.
في وقت لاحق من عام 1911، وافق الناخبون الذكور على حق الاقتراع الكامل للنساء.
في العام نفسه، ضغطت ناكي من أجل إدراج النساء الاشتراكيات في مجموعات العمل الاشتراكية، والتي غالبًا ما كانت تقتصر على جنس واحد. دعت إلى سن تشريع يحمي النساء ذوات الأجور، وتحدت فشل اتحاد ولاية كاليفورنيا للعمل في مساعدة العاملات في حملاتهن، مشيرة إلى أن قلة قليلة فقط من النساء كن يعملن كمندوبات في مؤتمرات المنظمة. دعت ناكي مرة أخرى إلى أهمية التضامن بين الجنسين.
آتت جهود ناكي ثمارها في 15 أبريل 1911، حيث عقد مجلس العمل المركزي موكبًا للدفاع عن قانون يوم العمل لمدة ثماني ساعات لكل من الرجال والنساء عبر وسط مدينة لوس أنجلوس. على الرغم من تمرير القانون، وجدت ناكي أن التشريع فشل بسبب عدم تضمينه حدًا أدنى محددًا لأجور النساء.
ساعدت ناكي في تأسيس رابطة أجر المرأة غير الحزبية في أبريل 1913. على الرغم من فشل الخطط الأولية للرابطة، إلا أن مجلس المدينة اتبع المسار الذي حدده. أنشأوا لجنة تتكون من أربعة رجال وامرأتين، من بينهم فرانسيس ناكي، لتحديد أجر معيشي موحد للعيش في المدينة. أدت الدراسة في نهاية المطاف إلى توقيع الحاكم على قانون الحد الأدنى للأجور في عام 1913.
في عام 1914، ساهمت ناكي في تنظيم فرع لرابطة النقابات النسائية (دبليو تي يو إل) في لوس أنجلوس. تعثر الفرع في البداية مع المصلحة النسائية العامة، ولكن في أوائل عام 1915، جذبت اللقاءات التعليمية حول البطالة وإيجاد عمل نساء النوادي إلى القسم المتعثر. في أعقاب هذه اللقاءات، وبمساعدة مجلس العمل المركزي وعضو مجلس المدينة الاشتراكي فريد ويلر، أنشأت الهيئة لجنة مخصصة لمعالجة مشكلة البطالة في لوس أنجلوس. في وقت لاحق من ذلك العام، واصلت سعيها من أجل التحالفات عبر الطبقات، داعية إلى قبول النقابات النسائية في اتحاد كاليفورنيا لنوادي النساء.
كان كامب أليسو من أكثر مساهمات ناكي إبداعًا وفعالية في الحركة العمالية في لوس أنجلوس. كان هذا معسكرًا ترفيهيًا للنساء العاملات مصممًا لتقديم «ترفيه صحي». سعى إلى الجمع بين كل من سيدات النوادي والنساء ذوات الأجور من صفوف رابطة النقابات النسائية المحلية. لقد وعد بإجازة رخيصة وسهلة للنساء العاملات للهروب من المتطلبات الصارمة للأسرة ومكان العمل.